# Óscar Cortés
Pour les articles homonymes, voir Cortes.
Óscar Cortés, né le 19 octobre 1968 à Bogota (Colombie), est un footballeur colombien, qui évoluait au poste de défenseur à Millonarios et au Deportivo Cali ainsi qu'en équipe de Colombie.
Cortés ne marque aucun but lors de ses huit sélections avec l'équipe de Colombie entre 1993 et 1994. Il participe à la coupe du monde de football en 1994 et à la Copa América en 1993 avec la Colombie.

## Carrière
- 1990-1994 : Millonarios
- 1995-1996 : Deportivo Cali
- 1996-2003 : Millonarios  [1]

## Palmarès
- Champion de la "Copa Merconorte en 2001" alors qu'il était capitaine de l'équipe MIllonarios F.C

### En équipe nationale
- 8 sélections et 0 but avec l'équipe de Colombie entre 1993 et 1994.
- Troisième de la Copa América 1993.
- Participe au premier tour de la coupe du monde 1994.

### Avec Millonarios
- Vainqueur de la  Copa Merconorte en 2001.
- Finaliste de la  Copa Merconorte en 2000.

### Avec le Deportivo Cali
- Vainqueur du Championnat de Colombie de football en 1996.